# 明戈鎮區 (北卡羅萊納州桑普森縣)
明戈鎮區（英語：Mingo Township）是位於美國北卡羅萊納州桑普森縣的一個鎮區。

## 地方資料
明戈鎮區的面積為84.17平方千米，皆為陸地。根據2020年美國人口普查的數據，當地共有人口2727人，而人口密度為每平方千米32.4人。